# ایسوس سری پی۸ اچ۶۱

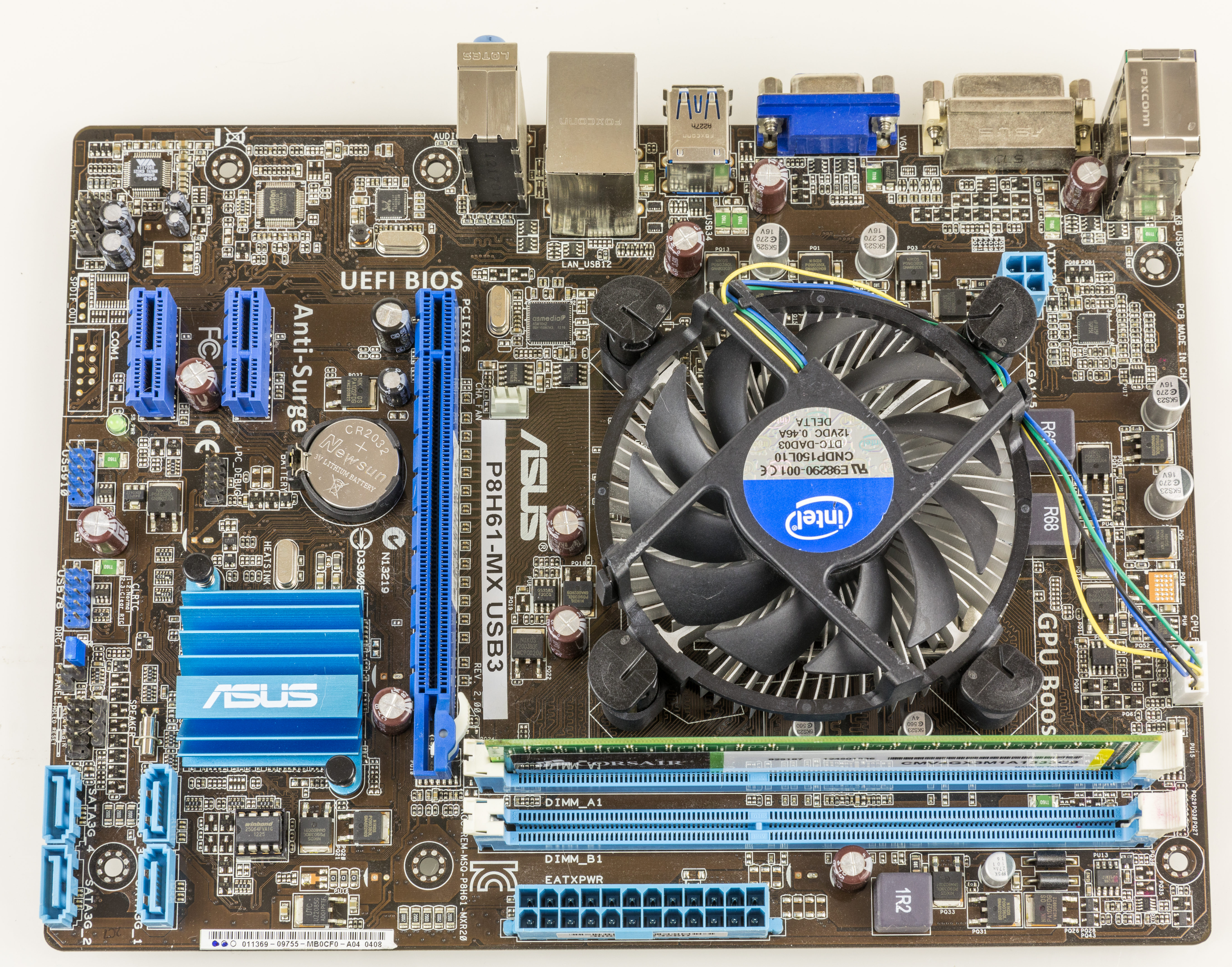
مادربرد ایسوس مدل پی۸ اچ۶۱-ام ایکس یو اس بی ۳

ایسوس سری پی۸ اچ۶۱ (به انگلیسی: ASUS P8H61 series) نام یک سری از مادربورد های تک چیپست تولید شده توسط ایسوس است که همگی آنها از چیپست اینتل اچ۶۱ استفاده می کنند.